# John Foxe
John Foxe (1517 - 18 de abril de 1587) foi um puritano protestante, martirologista inglês, o autor do que é popularmente conhecido como O Livro dos Mártires, que narra a história de sofrimento e perseguição dos principais mártires cristãos, começando por Jesus Cristo e até o final do reinado de Maria I ("chamada pelos protestantes de Maria Sanguinária, devido às perseguições que sofreram durante o reinado dela"). Narra as histórias de reformadores famosos, como John Wycliffe, John Huss, Lutero, Hugh Latimer, Thomas Cranmer e muitos outros que sofreram perseguição pela Inquisição. O livro foi também ilustrado com gravuras. Amplamente adquirido e lido por puritanos ingleses, o livro ajudou a moldar a opinião pública britânica sobre a Igreja católica para vários séculos.